# Dilophotriche
Genre
Dilophotriche est un genre de plantes monocotylédones de la famille des Poaceae, sous-famille des Panicoideae, originaire d'Afrique occidentale, qui comprend trois espèces.

## Liste d'espèces
Selon World Checklist of Selected Plant Families (WCSP) (2 janvier 2017) :
- Dilophotriche occidentalis Jacq.-Fél. (1960)
- Dilophotriche pobeguinii Jacq.-Fél. (1960)
- Dilophotriche tristachyoides (Trin.) Jacq.-Fél. (1960)